# Licencia de código abierto
Una licencia de código abierto es una licencia de software que permite que tanto el código fuente como los archivos binarios sean modificados y redistribuidos libremente y sin tener que pagar al autor original. Sin embargo, ciertas licencias de código abierto pueden incorporar algunas restricciones, como el requisito de mantener el nombre de los autores y la declaración de derechos de autor en el código, o permitir la modificación del código sólo para usos personales o la redistribución del software para usos no comerciales. Un grupo popular (y a veces considerado normativo) de licencias de software de código abierto son aquellas aprobadas por la Open Source Initiative basándose en su Open Source Definition.

## Comparaciones
La Free Software Foundation tiene un criterio similar para evaluar si una licencia hace a un programa software libre o no. Todas las licencias de software libre son consideradas también licencias de código abierto. El proyecto Debian también tiene su propio criterio, las directrices de software libre de Debian, en las que se basa la Open Source Definition.
También existen licencias de código compartido, que tienen algunas similitudes con las licencias de código abierto, como por ejemplo la Microsoft Reference License (MS-RL), pero que aun así no son compatibles con la Open Source Definition. Son usadas principalmente por Microsoft y el rango de libertad que dan al usuario es variable: pueden ser muy restrictivas o tan permisivas como las licencias de código abierto o de software libre.

## Dominio público
El software de dominio público (es decir, aquel sin derechos de autor registrados) cumple con estos criterios (siempre que se pueda acceder a todo el código fuente), y por lo tanto es reconocido por la Open Source Initiative y accede al derecho de usar su marca de servicio.